# A.S.D. S.C. Nissa 1962
Câu lạc bộ thể thao Associazione Sportiva Dilettantistica Nissa 1962, thường được gọi là Nissa, là một câu lạc bộ bóng đá Ý, có trụ sở tại Caltanissetta, Sicily.

## Lịch sử

### Thành lập
Câu lạc bộ được thành lập vào năm 1962, với tư cách là đội thừa kế của câu lạc bộ địa phương cũ Unione Sportiva Nissena, sống từ năm 1947 đến 1962, và thừa nhận cái tên ban đầu của Câu lạc bộ thể thao Nissa 1962.

### Serie D
Ban đầu, đội chơi ở giải đấu nghiệp dư nhỏ trước khi đến Serie D vào năm 1967, nơi đội đã trải qua tổng cộng năm mùa giải trước khi bị xuống hạng năm 1972. Đội trở lại chơi Serie D chỉ vào năm 1979, sau đó bắt đầu kế hoạch cho một lịch sử bước vào thế giới bóng đá chuyên nghiệp Ý. Tuy nhiên, Nissa đã xuống hạng năm 1983, chỉ được nhận vào để lấp chỗ trống giải đấu; do đó, họ quyết định tận dụng cơ hội và xây dựng một đội bóng mạnh đã nhanh chóng vô địch giải đấu Serie D năm 1984, và cuối cùng thăng hạng lên Serie C2.

### Serie C2
Sự ra mắt của Nissa với tư cách là một đội chuyên nghiệp đã tham dự trận đấu Coppa Italia Serie C với Reggina, kết thúc với tỷ số hòa 2-2 sân nhà. Trong mùa giải Serie C2 đầu tiên, đội đã thoát khỏi sự xuống hạng bằng cách giành chiến thắng trong bốn trận đấu cuối cùng. Mùa giải sau đã thành công hơn nhiều, khi Nissa đạt được vị trí thứ sáu tốt ở vị trí cuối cùng. Tuy nhiên, thời gian của Nissa tham gia bóng đá chuyên nghiệp đã kết thúc vào năm 1987, khi nó bị rớt xuống Interregionale. Điều này được theo sau bởi một cuộc khủng hoảng tài chính gây ra sự xuống hạng Promozione vào năm 1989; Câu lạc bộ đã nhanh chóng trở lại Interregionale vào mùa giải tiếp theo, nhưng chỉ bị hủy khỏi bóng đá do phá sản vào năm 1992. Do đó, một câu lạc bộ Promozione nhỏ, Caltanissetta, đã được nhận vào Eccellenza dưới tên gọi của Nuova Nissa, được thăng hạng Serie D vào năm 1995. Tuy nhiên, câu lạc bộ này giải thể ba năm sau đó, vào năm 1998, do vấn đề tài chính.

### Hoàn trả
Sau một năm không có đội bóng lớn ở Caltanissetta, năm 1999, hai câu lạc bộ nhỏ Sommatino và Nissena 1996 đã sáp nhập để thành lập câu lạc bộ hiện tại, giành quyền chơi Promozione và ngay lập tức giành quyền thăng hạng cho Eccellenza. Trong những năm tiếp theo, Nissa đã chiến đấu hết mình để vươn lên kim tự tháp bóng đá, mà không thành công trong đó cho đến năm 2008, khi nó giành được Girone A của Eccellenza Sicily sau một trận chiến dài với Trapani.

### Giải thể và tái cấu trúc khác
Vào mùa hè 2013, câu lạc bộ không thể vào 2013-14, sau khi xuống hạng và sau đó đã giải thể. Tuy nhiên, vào năm 2014, nó đã khởi động lại ở Prima Cargetoria Sicily dưới tên hiện tại.

## Màu sắc và huy hiệu
Màu sắc chính thức của nó là đỏ và vàng.

## Sân vận động

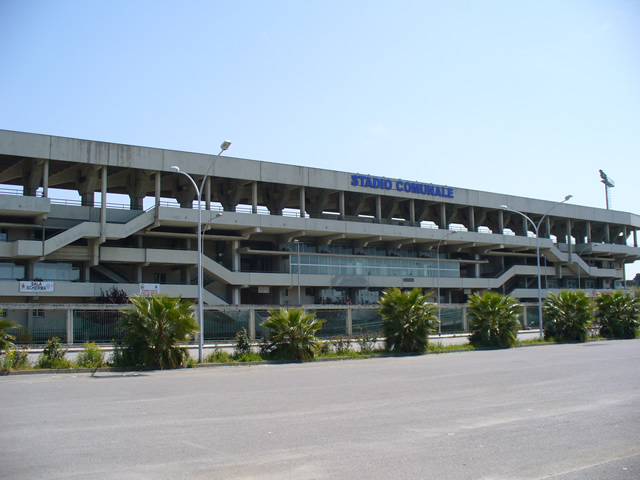
Stadio Marco Tomaselli (Pian del Lago), sân nhà của Nissa

Nissa chơi các trận đấu trên sân nhà của mình tại Stadio Marco Tomaselli, được biết đến một cách không chính thức là Pian del Lago, với sức chứa 11.950. Địa điểm này cũng đã tổ chức một trận đấu của đội tuyển bóng đá U-21 Ý vào năm 1994, kết thúc bằng chiến thắng 2-1 cho azzurrini trước đội tuyển bóng đá U-21 Croatia, nhưng được nhớ đến nhiều nhất là khi xem đội bóng Ý chơi với Nissa áo đỏ trên sân nhà màu do cả hai đội có màu áo rất giống nhau và thiếu trang phục thi đấu tương ứng.